# Missa aulica
La Missa solemnis "Missa aulica" in do maggiore K. 337 è una messa di Wolfgang Amadeus Mozart.

## Prima versione incompiuta del Credo e suo completamento
L'autografo della messa presenta un'altra versione del Credo. Questo schizzo ha una lunghezza di 136 battute e s'interrompe bruscamente dopo le parole "cuius regni non erit finis". Non è chiaro perché Mozart abbia smesso di lavorare su quest'impostazione e iniziò a comporre la seconda e completa versione del Credo, utilizzando la pagina successiva dell'autografo. Questo può essere dovuto al fatto che Mozart dimenticò di impostare le parole "sub Pontio Pilato" alla musica nella prima bozza. Negli anni 1989 e 2003 il dottor Murl Sickbert completò il frammento; nel 2006 fu eseguito presso la Hardin-Simmons University, in Texas.